# Horta de l'Espluga
L'Horta de l'Espluga és una obra de l'Espluga de Francolí (Conca de Barberà) inclosa a l'Inventari del Patrimoni Arquitectònic de Catalunya.

## Descripció
Horta amb caseta de pis i planta a que aprofita el desnivell del terreny. Envoltada per una tanca que delimita un petit jardí, es troba envoltada d'un camp d'oliveres. Per la decoració del frontis i de les finestres amb rajoles disposades en forma de quadrades i romboïdals fa suposar que aquesta construcció pertany al darrere quart del segle xix.